# Тречента
Тречѐнта (на италиански: Trecenta, на местен диалект Tarsenta, Тарсента, на венециански: Tresenta, Тресента) е малко градче и община в Северна Италия, провинция Ровиго, регион Венето. Разположено е на 11 m надморска височина. Населението на общината е 2994 души (към 2012 г.).